# يوكي موتو
يوكي موتو (باليابانية: 武藤 雄樹) (مواليد 7 نوفمبر 1988) هو لاعب كرة قدم ياباني يلعب حاليا لصالح أوراوا رد دايموندز في الدوري الياباني الممتاز. يلعب مع منتخب اليابان لكرة القدم منذ عام 2015.

## وصلات خارجية
- يوكي موتو على موقع الاتحاد الدولي (مؤرشف)  (الإنجليزية)
- يوكي موتو على موقع رابطة كرة القدم اليابانية للمحترفين (اليابانية)
- يوكي موتو على موقع إي إس بي إن إف سي (الإنجليزية)
- يوكي موتو على موقع قاعدة بيانات كرة القدم.إي يو (الإنجليزية)
- يوكي موتو على موقع ناشيونال فوتبول تيمز (الإنجليزية)
- يوكي موتو على موقع Soccerbase.com (لاعب) (الإنجليزية)
- يوكي موتو على موقع Soccerway.com (الإنجليزية)
- يوكي موتو على موقع عالم كرة القدم.نت (الإنجليزية)
- National Football Teams